# Microgramma moraviana
Microgramma moraviana là một loài dương xỉ trong họ Polypodiaceae. Loài này được L.D. Gómez mô tả khoa học đầu tiên năm 1975.
Danh pháp khoa học của loài này chưa được làm sáng tỏ. 